# DeSanctis-Cacchione-Syndrom
Das DeSanctis-Cacchione-Syndrom ist eine sehr seltene, zu den neurokutanen Erkrankungen gezählte angeborene Erkrankung mit einer Kombination von Xeroderma pigmentosum und neurologischen Veränderungen. Die Bezeichnung gilt als veraltet, das Syndrom wird als Sonderform des Xeroderma pigmentosum Typ D angesehen.
Synonyme sind: Xeroderma pigmentosum mit neurologischen Manifestationen; DSC-Syndrom; Xerodermie mit geistiger Behinderung; Xerodermische Idiotie; xerodermisches Idiotie-Syndrom.
Die Bezeichnung bezieht sich auf die Erstautoren der Erstbeschreibung aus dem Jahre 1932 durch den Italienischen Dermatologen Carlo DeSanctis und den Arzt Aldo Cacchione.

## Verbreitung
Die Häufigkeit wird mit unter 1 zu 1.000.000 angegeben, die Vererbung erfolgt wohl autosomal-rezessiv.

## Ursache
Der Erkrankung liegen Mutationen im ERCC6-Gen auf Chromosom 10 Genort q11.23 zugrunde, welches für das „Excision repair cross complementing rodent repair deficiency Protein“ kodiert, das bei der DNA-Reparatur benötigt wird.

## Klinische Erscheinungen
Klinische Kriterien sind:
- Xeroderma pigmentosum mit Lichtüberempfindlichkeit
- Geistige Behinderung, Sprachstörungen, Mikrozephalie
- Paresen, spastische Paraplegie, Zerebelläre Ataxie, olivopontozerebellare Atrophie, Areflexie, Choreoathetose
- Minderwuchs
- Genitalhypoplasie

## Differentialdiagnose
Abzugrenzen sind:
- Sjögren-Larsson-Syndrom
- Refsum-Syndrom
- Bloom-Syndrom
- Hartnup-Syndrom
- Rothmund-Thomson-Syndrom